# شیلو، شهرستان یورک، پنسیلوانیا
شیلو (به انگلیسی: Shiloh) یک منطقهٔ مسکونی در ایالات متحده آمریکا است که در پنسیلوانیا واقع شده‌است. شیلو ۱۰٫۹ کیلومتر مربع مساحت و ۱۱٬۲۱۸ نفر جمعیت دارد.